# Ян Синьхай
Ян Синьха́й (кит. упр. 杨新海; 17 июля 1968 — 14 февраля 2004) — китайский серийный убийца, был обвинён в 67 убийствах и 23 изнасилованиях между 2000 и 2003 годом. Один из самых известных серийных убийц Китая благодаря количеству жертв и широкому освещению прессой.

## Биография
Родился в бедной крестьянской семье, 17 июля 1968 года в Чжумадянь провинции Хэнань, став четвёртым ребёнком. Он отличался высоким интеллектом и замкнутостью. Бросил школу в 1985 году и начал скитаться по Китаю, работая кем придётся.

## Преступления
Был приговорён к пяти годам лишения свободы за попытку изнасилования в 1996 году, освобождён в 2000 за примерное поведение. С этого началась его серия убийств, он убивал, насиловал, но не ради денег. Согласно заявлению полиции, он совершал преступления, чтобы принести боль людям.
Преступник орудовал на территории четырёх провинций — Хэнань, Шаньдун, Аньхой и Хэбэй. Сначала он совершал кражи, а позже стал совершать убийства. Объезжал страну на велосипеде. Убивал целыми семьями, использовал металлические молотки, перчатки и обувь большего размера, все это уничтожал после каждого убийства. Некоторые источники пишут, что Ян стал убийцей и насильником после того, как его бросила девушка, однако другие утверждают, что он просто любил убивать.

## Мотивы
Несмотря на расхожее мнение об истинных мотивах преступлений Яна, сам он отзывался о содеянном следующим образом.

Когда я убивал людей, у меня появлялось желание убивать больше и больше. Это и вдохновляло меня, чтобы убивать ещё больше. Мне всё равно, заслуживали они жизни или нет. Это не моя забота. У меня нет желания быть частью общества. Общество не моя забота.
Оригинальный текст (англ.)When I killed people I had a desire (to kill more). This inspired me to kill more. I don't care whether they deserve to live or not. It is none of my concern. I have no desire to be part of society. Society is not my concern. 

## Арест, суд и казнь
Синьхай был арестован в ноябре 2003 года при случайной проверке документов, был проведен анализ ДНК и выяснилось, что он разыскивается в четырёх провинциях по обвинениям в изнасилованиях и убийствах. По собственному признанию, убийства он совершал «ради удовольствия». Он был признан виновным в убийстве 67 человек период между 2000 и 2003 годами, однако сам он признался лишь в 17 убийствах. Он сказал, что не будет подавать апелляцию. Когда он находился под арестом в ожидании приговора и его спрашивали, почему он убил так много людей, он отвечал:

Убийство людей — обычное дело, ничего особенного.
Оригинальный текст (англ.)Killing people is very usual, nothing special.

Ян Синьхай был приговорён к высшей мере наказания — расстрелу. 14 февраля 2004 года казнён выстрелом в затылок.